# Paul Wayland Bartlett
Pour les articles homonymes, voir Bartlett.
Paul Wayland Bartlett, né le 24 janvier 1865 à New Haven et mort le 20 septembre 1925 à Paris 6e, est un sculpteur américain.
Il est essentiellement connu pour l'Apothéose de la démocratie qui orne le fronton de la face est du portique de la Chambre des représentants du Capitole des États-Unis à Washington.

## Biographie
Fils d'un sculpteur et critique d'art, la vocation de Paul Wayland Bartlett est directement encouragée par ses parents. Il commence des études d'art sous la direction de son père qu'il poursuit ensuite à Boston puis à Paris où sa mère l'emmène.
Il sculpte d'abord des études d'animaux au Jardin des plantes sous la direction d'Emmanuel Frémiet et en 1877 avait déjà créé un Buste de sa grand-mère qui sera exposé en 1880 au Salon des artistes français.
En 1887, alors qu'il est encore élève des Beaux-Arts de Paris, il expose au Salon un Bohémien montreur d'ours qui y est récompensé. Bartlett est alors mis en hors-concours à l'Exposition universelle de Paris de 1889 et y est membre du jury des récompenses. Il produit à la même époque sa Danse du Soleil d'après un thème indien. En 1894, son Lion mourant est remarqué et lui vaut d'être nommé chevalier de la Légion d'honneur.
Il installe alors dans son atelier du passage des Favorites une fonderie d'où il expédie en 1895 au Salon de nombreux bronzes d'animaux. Au même moment, il reçoit la commande d'un Monument à La Fayette, une statue équestre à laquelle il va travailler de 1898 à 1908. Offert à la France par les enfants des écoles des États-Unis, il est érigé sur le cours la Reine à Paris.
Bartlett est encore connu pour ses statues de Michel-Ange et de Christophe Colomb (Washington, Bibliothèque du Congrès), celle du général Warren et celle équestre du général Mac Clellan (Philadelphie, mémorial Smith).
De nouveau en hors-concours à l'Exposition universelle de 1900, il collabore à New York avec John Quincy Adams Ward pour la création du fronton du New York Stock Exchange. Il conçoit aussi six figues pour la façade de la New York Public Library : La Philosophie, La Religion, L'Histoire, La Poésie, Le Roman et Le Drame. À cette époque, Paul Wayland Bartlett est membre de l'International Society of Sculptors, Painters and Gravers.
Pendant la Première Guerre mondiale, il exécute un Monument à Franklin (1917, Waterbury). On lui doit aussi La Victoire et le quadrige de l'arc (New York), le Portrait du peintre Walter Griffin dont il était l'ami, le Monument à Robert Morris, une statue d'Alexandre Agassiz, une Tête de Washington (inachevée) et une Statue de Blackstone (inachevée) à laquelle il travaillait lorsqu'il trouva la mort, des suites d'une chute.
Il lègue à l'Institut ses deux ateliers et une rente pour les jeunes sculpteurs français. Le musée de l'Orangerie à Paris exposa ses œuvres avant qu'elles ne soient rendues aux États-Unis.
Il est inhumé au cimetière du Montparnasse (division 12).

Œuvres de Paul Wayland Bartlett
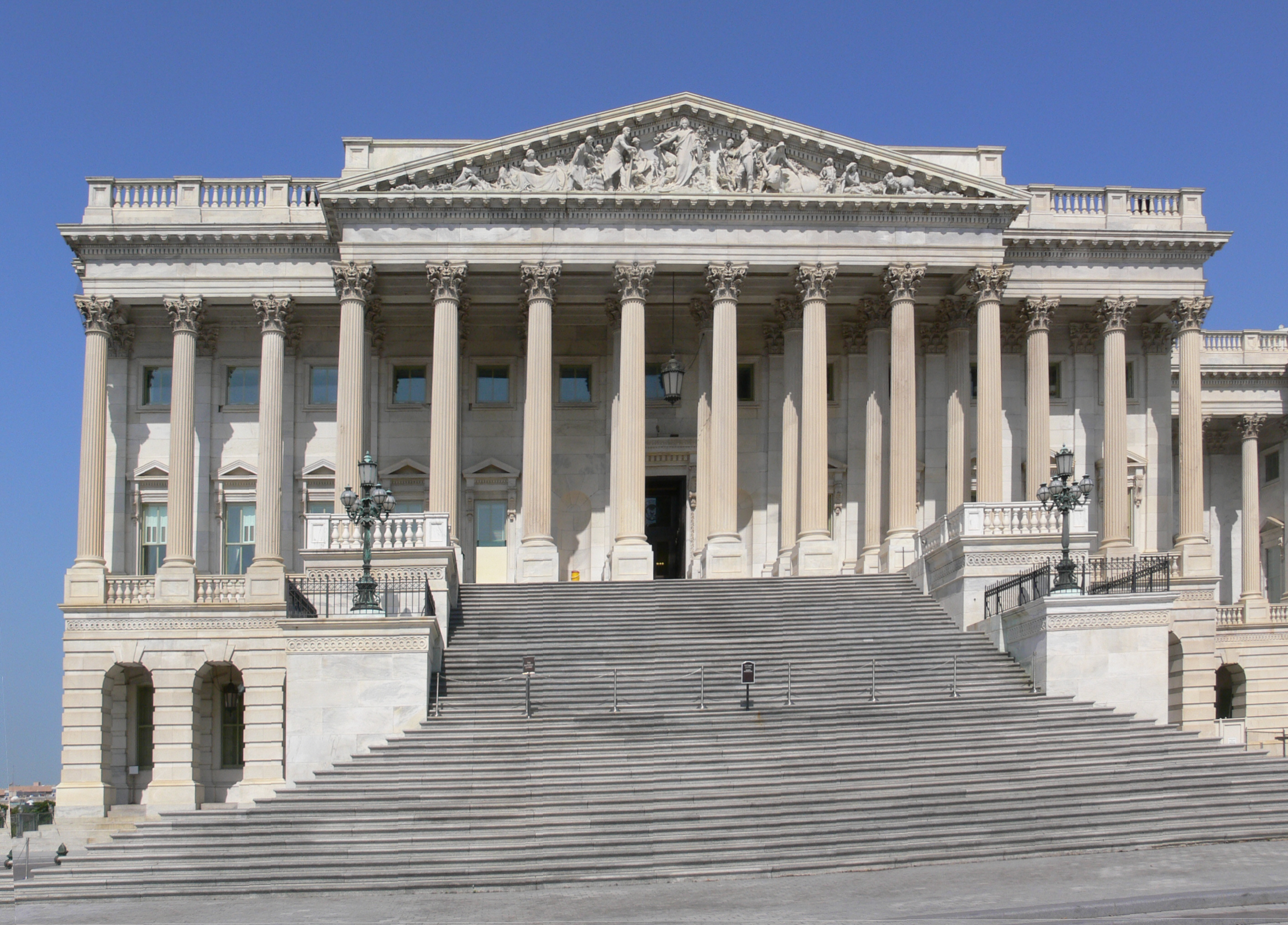
Apothéose de la démocratie, fronton, face est du portique de la Chambre des représentants du Capitole des États-Unis à Washington.
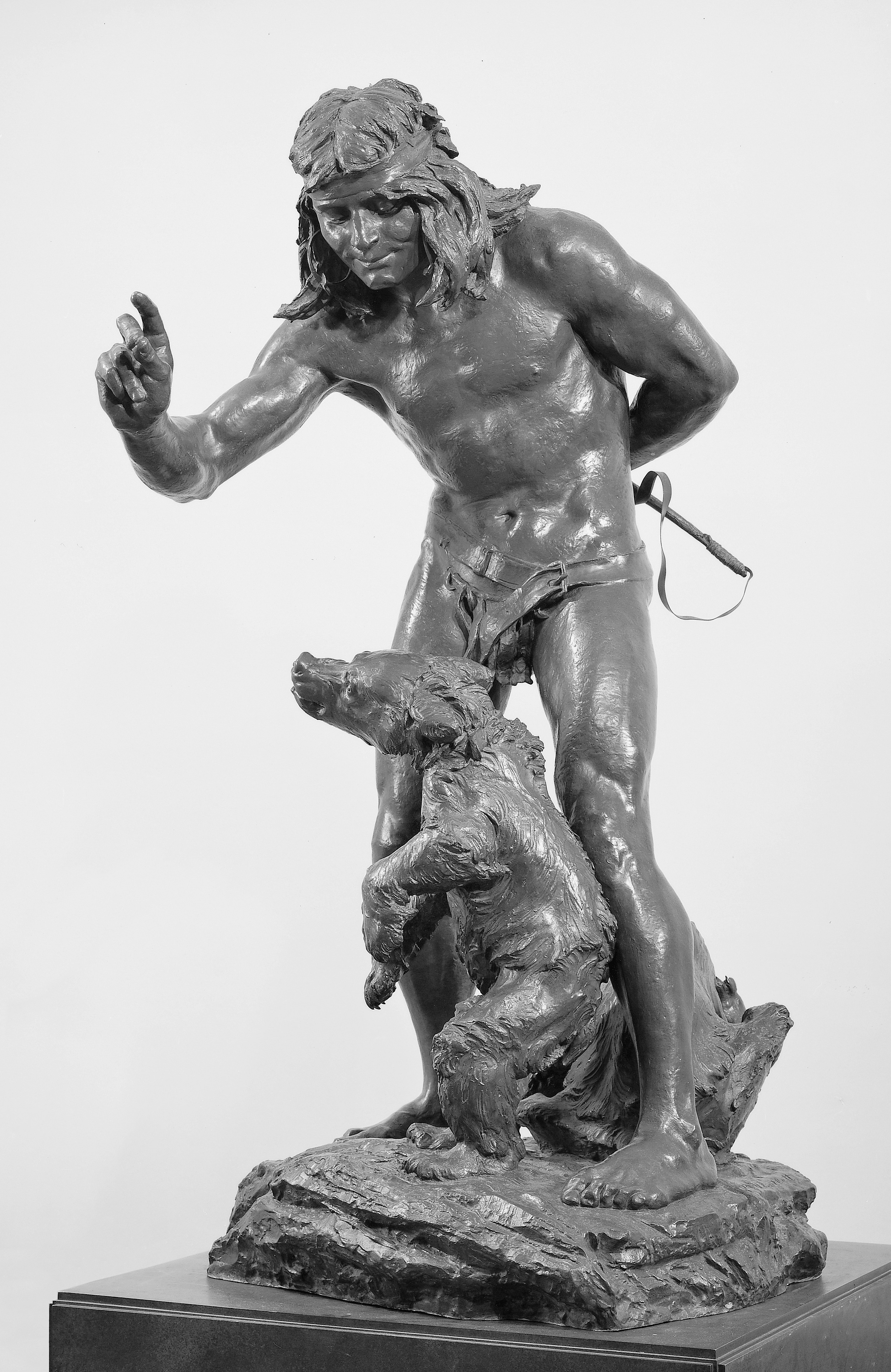
Bohémien montreur d'ours (1887), New York, Metropolitan Museum of Art.
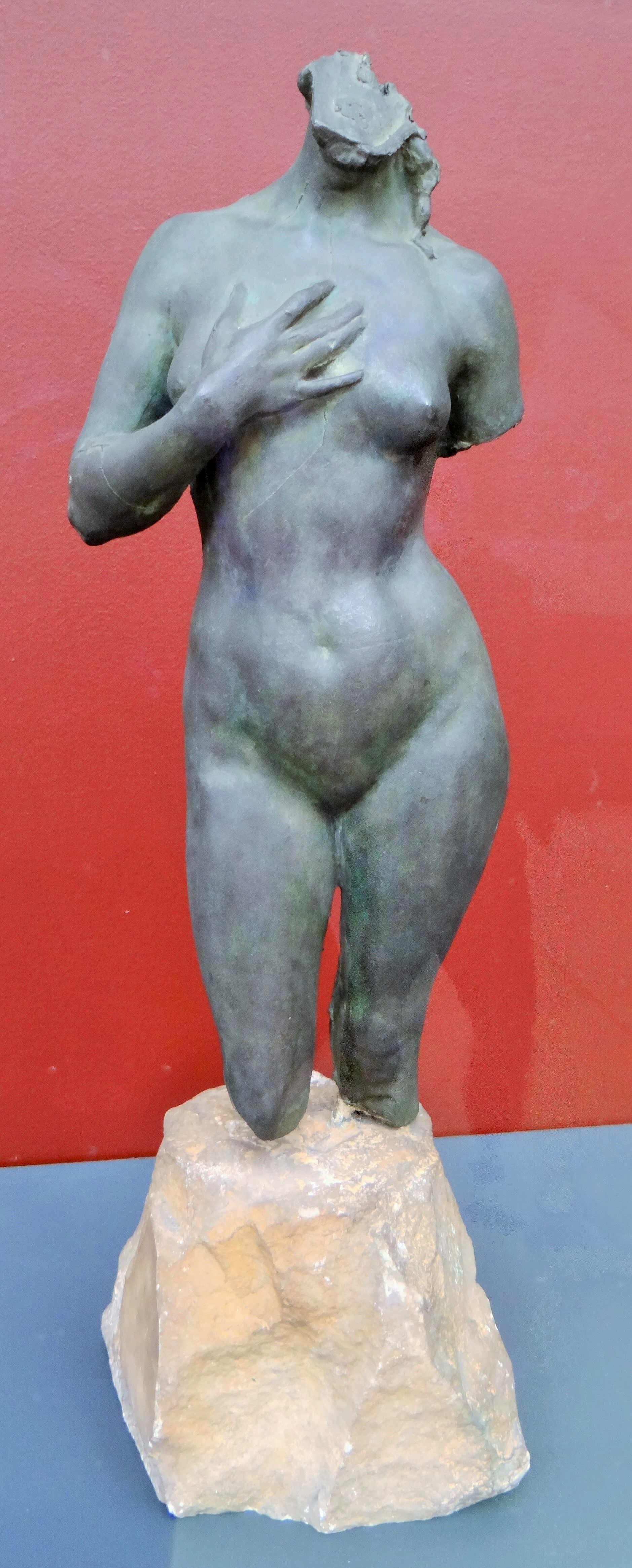
Torse de femme, (vers 1895), Paris, musée d'Orsay.
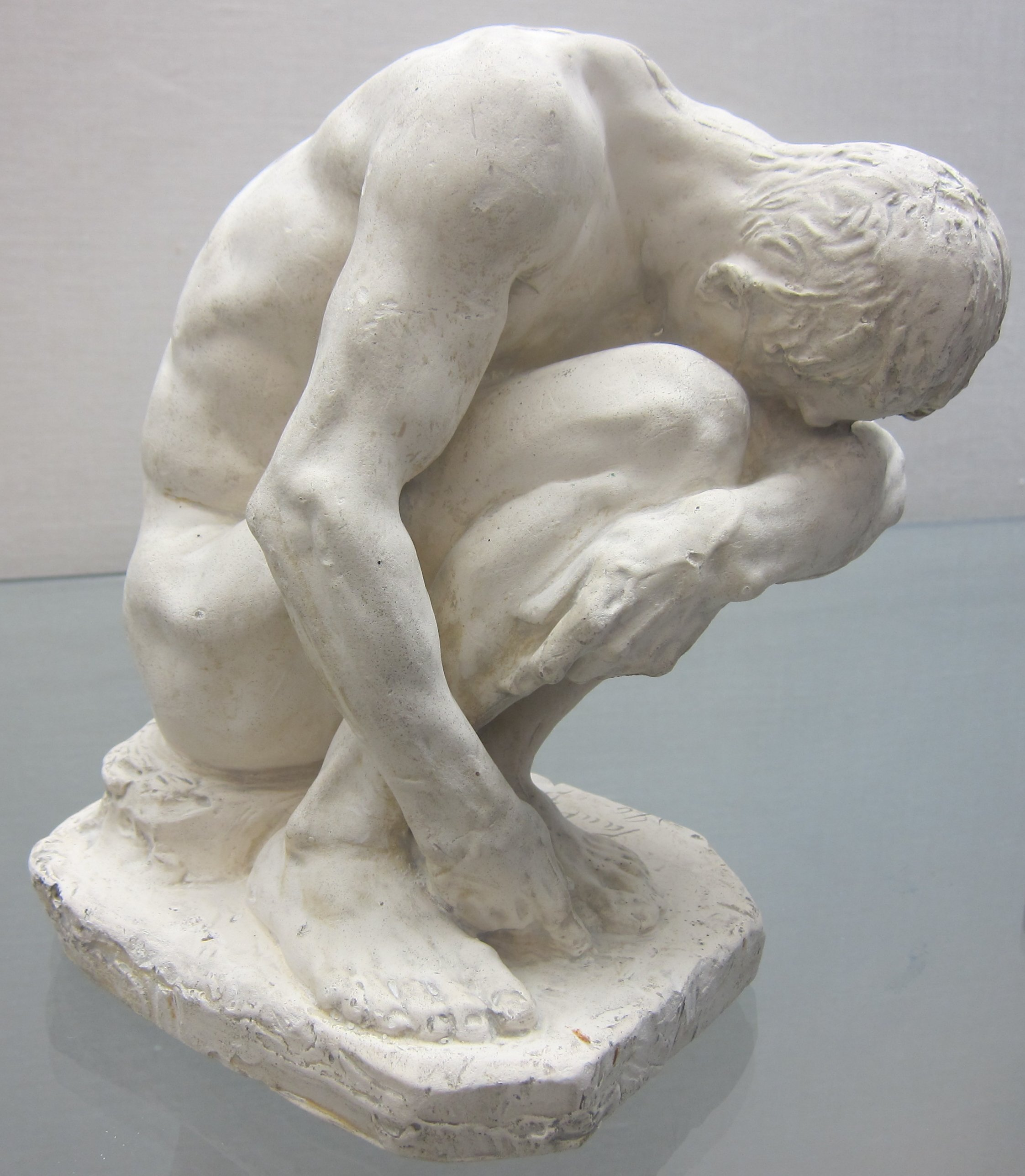
Adam accroupi (1896), Philadelphie, Pennsylvania Academy of the Fine Arts.
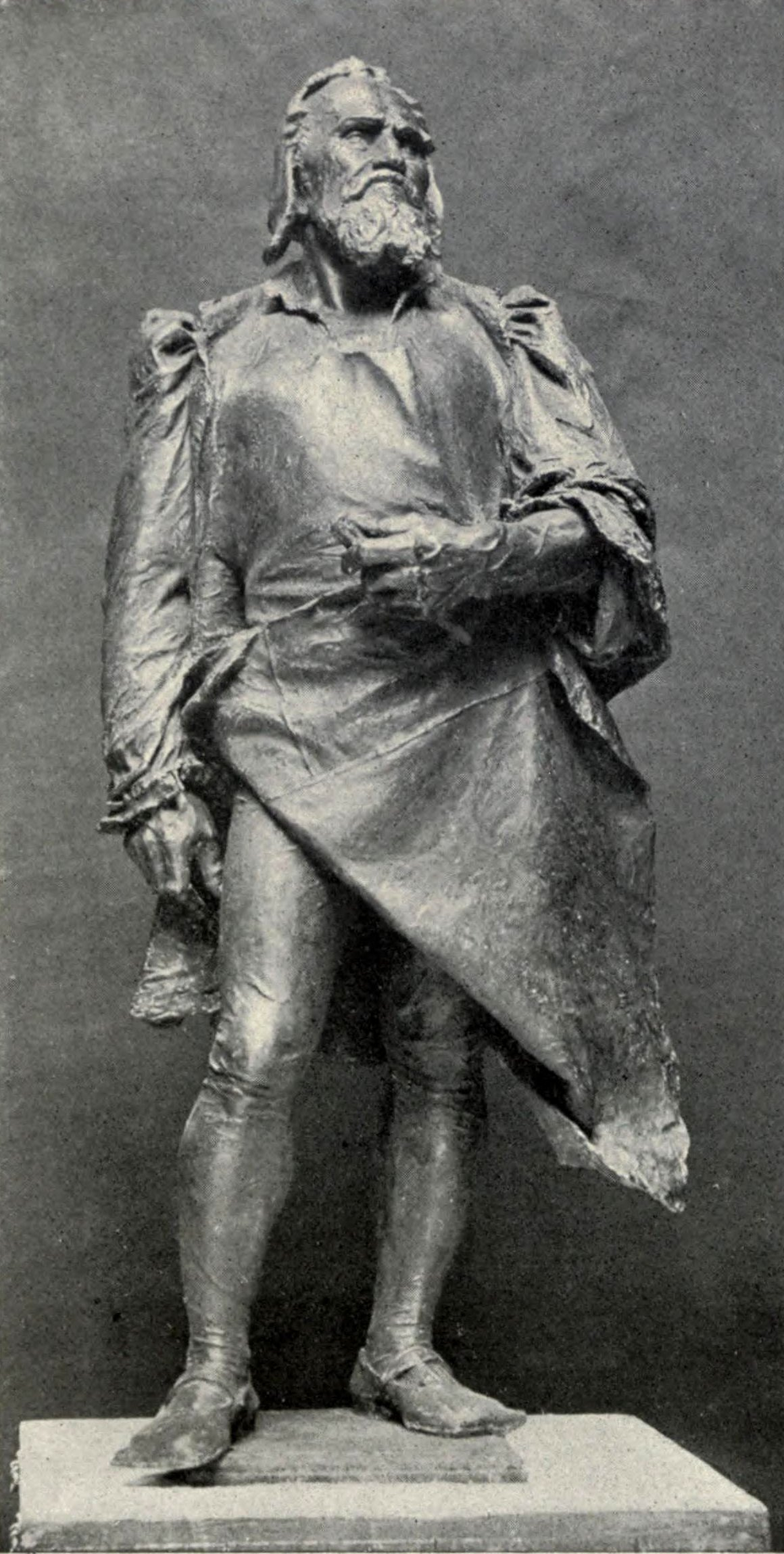
Michel-Ange, Washington, Bibliothèque du Congrès.
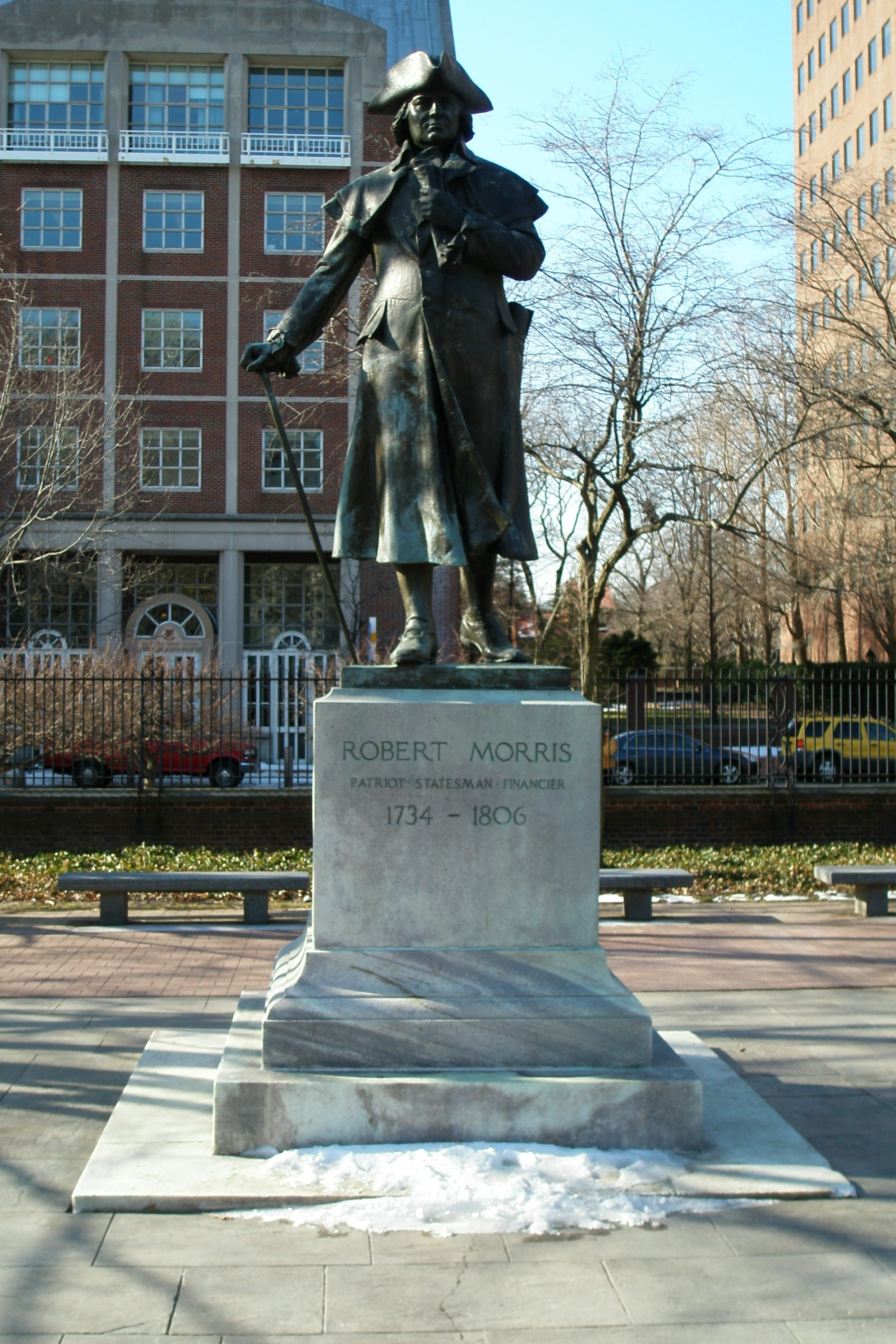
Monument à Robert Morris, Philadelphie.
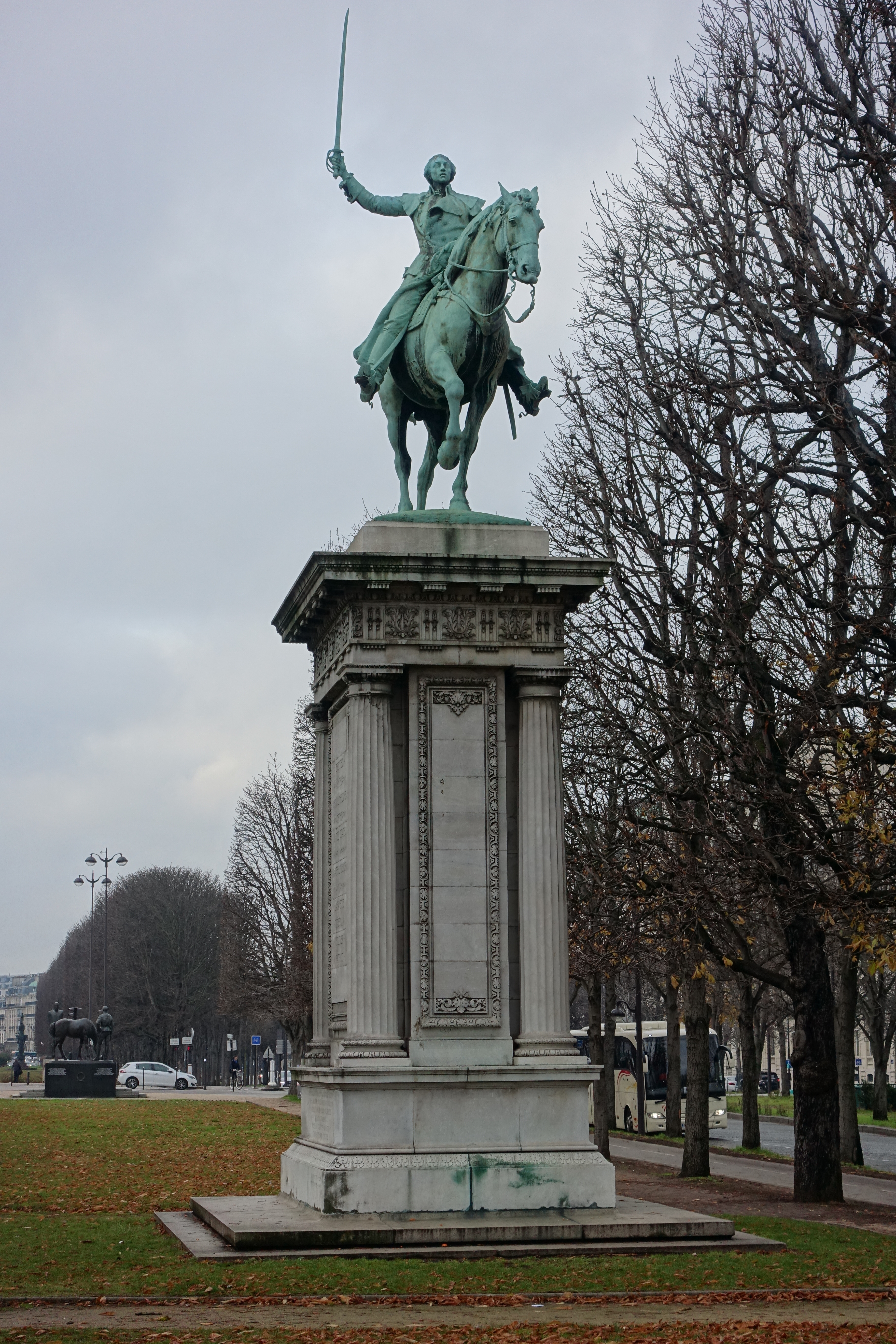
Monument à La Fayette (1908), Paris, cours la Reine.

## Récompenses et distinctions
- Commandeur de la Légion d'honneur. Chevalier (1894), officier (1908) puis commandeur de la Légion d'honneur (1924) ;
- Membre de l'Académie américaine des arts et des lettres ;
- Membre de la Académie américaine de design ;
- Membre de l'Institut de France[3] ;
- Correspondant de l'Académie des beaux-arts de Paris.